# Saldo
En comptabilitat el saldo és la diferència entre l'haver i el deure, i pot donar com a resultat 3 opcions:
1) El deure és major que l'haver: llavors la diferència entre ambdós s'anomena saldo deutor
2) L'haver és major que el deure: llavors la diferència entre ambdós s'anomena saldo creditor
3) Tots dos són iguals: llavors es denomina saldo nul, o també pot dir-se que els comptes han quedat "saldats"
Els comptes d'actiu i pèrdues han de tenir saldo deutor o nul. Els comptes de passiu i guanys han de tenir saldo creditor o nul.

## Saldo vs. cash flow
El saldo és diferent del cash flow, de fet els diferent moviments comptables d'aquest són els que contribueixen a generar el saldo.
Aquest assentaments comptables són els que apareixen en els balanços de les companyies, i més prosaicament en els extractes dels comptes bancaris de cada usuari de banca: entrades (o ingressos) i sortides (o pagaments).